# ييري تيتشي
ييري تيتشي، (مواليد 6 ديسمبر 1933 - 26 أغسطس 2016)، لاعب كرة قدم تشيكوسلوفاكي سابق. لعب مع منتخب تشيكوسلوفاكيا لكرة القدم 19 مباراة.

## روابط خارجية
- ييري تيتشي على موقع الاتحاد الدولي (مؤرشف)  (الإنجليزية)
- ييري تيتشي على موقع الاتحاد التشيكي (الإنجليزية)
- ييري تيتشي على موقع قاعدة بيانات كرة القدم.إي يو (الإنجليزية)
- ييري تيتشي على موقع بيانات كرة القدم. دي إي (الألمانية)
- ييري تيتشي على موقع ناشيونال فوتبول تيمز (الإنجليزية)
- ييري تيتشي على موقع Soccerway.com (الإنجليزية)
- ييري تيتشي على موقع عالم كرة القدم.نت (الإنجليزية)